# Hércules Líbico
Hércules Líbico, ou (Oro ou Orus) Líbico, é a figura lendária que derrota os Geriões, e faz parte da lista de reis lendários mencionados por vários autores portugueses e espanhóis, entre o Séc. XVI e XVIII, por exemplo, Florián de Ocampo ou Bernardo de Brito, baseados também em Annio de Viterbo.

## Monarchia Lusytana(de Bernardo Brito)
Tal como no caso de Osíris, Bernardo de Brito refere na Monarchia Lusytana que este Hércules não terá ficado na Espanha, após ter morto os Geriões (ou Lominios), tendo partido para vingar outros conspiradores contra seu pai Osíris - de seguida os Lestrigões em Itália, deixando seu filho Hispalo a governar toda a Espanha.

 Associa-se aos mitos de Hórus e Hércules nesta figura de Hércules Líbico, que irá vingar o pai Osíris, morto pela conspiração de Tifão com Busíris e com os Lomínios, entre outros.

Mas foi-lhe tudo muito ao contrário porque Oro Lybico, filho de Osyris, a quem por outro nome chamam Hercules Lybico (…) veio com um grande exército de gente que trazia consigo, para segurar as províncias de seu Império (…)

Hércules regressa na sucessão de seu neto Hispano, e Bernardo de Brito (invocando Laimundo de Ortega), considera que teria sido inicialmente sepultado no cabo de São Vicente, e só depois em Cadiz onde havia um Templo com os seus restos mortais, segundo Pompônio Mela.
Pomponio Mella diz que esta sepultura foi em Caliz, no Templo que este Hércules ali fundou, no qual parecer está o Viterbense, mas não advertiu que Pomponio atribui a fundação do Templo a gente natural de Tyro, por onde é de crer que os ossos que neste Templo de Caliz estiveram seriam trasladados da primeira sepultura que Laymundo põe no Cabo de S. Vicente (…)
A Hércules irá suceder um seu capitão de nome Hespero.
É especialmente abordado na Monarchia Lusytana no Capítulo 10, e no Capítulo 12:

Do tempo em que Hércules reinou em Espanha, e dos favores que sempre fez aos Lusitanos.

## Hércules em Gaspar Barreiros
A associação deste mito de Hércules às terras portuguesas e espanholas é criticada por Gaspar Barreiros:

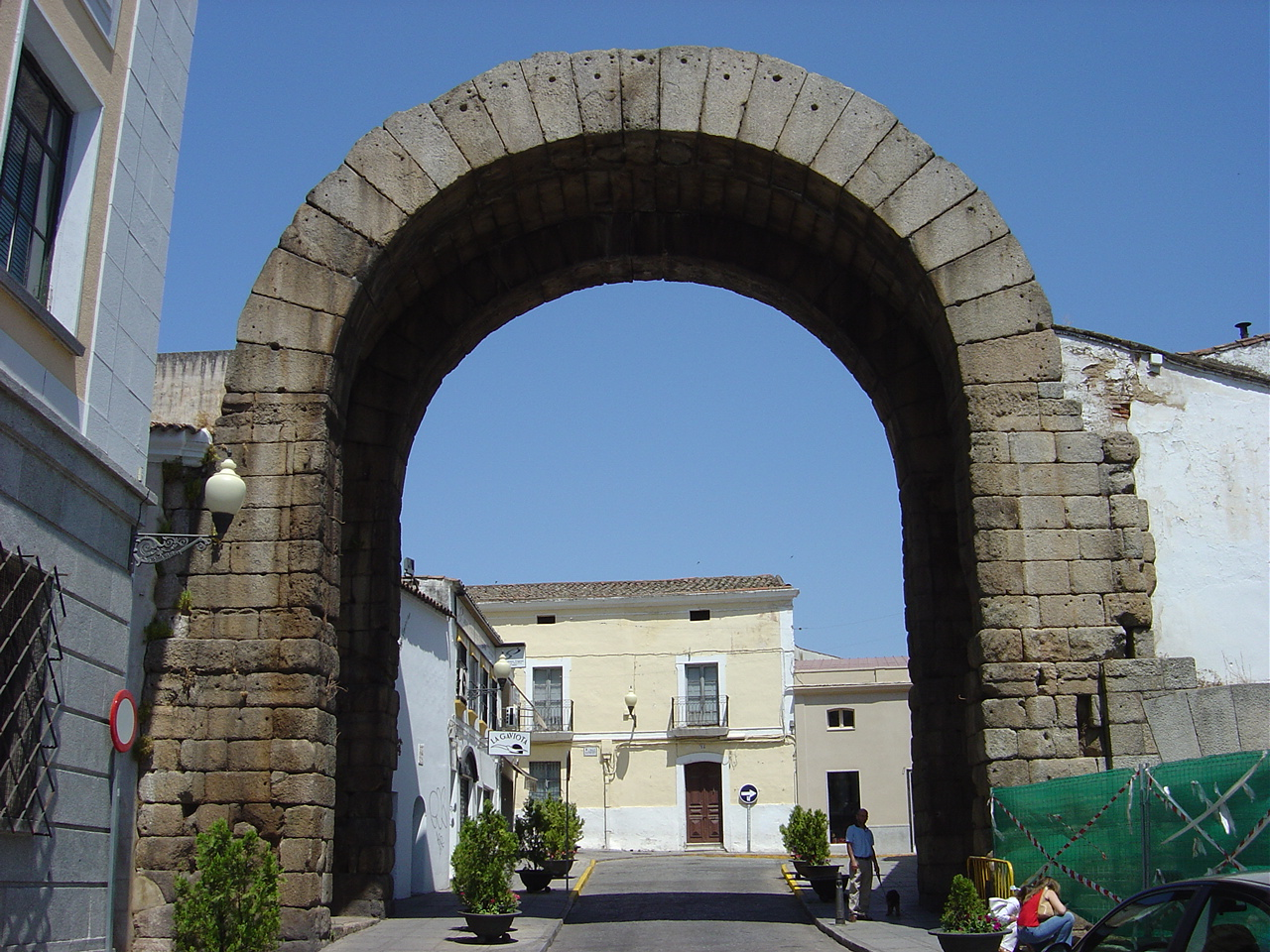
O Arco de Trajano em Mérida foi antes conhecido como "Arco de Hércules".

E  destas vaidades não há lugar nobre em Espanha, que não tenha suas relíquias, ou em torres, ou em pontes, ou em quaisquer outros edifícios, como ora nestes de Merida, que a gente ignorante usurpa como por mostra & argumento de sua nobreza e antiguidade. Digo tudo isto porque nos mais dos lugares nobres de Hespanha me aconteceu achar sempre sempre qualquer coisa desta qualidade que o povo afirma com muita contumancia ser de Hércules, tão grande fortuna foi deste homem, que com uns poucos trabalhos & os mais deles fabulosos, roubou a fama de tantos alheios.
Neste comentário refere-se ao Arco de Trajano em Mérida, que antes era conhecido como "Arco de Hércules".

## Torres de Hércules
Várias outras referências a Hércules existiam, sendo caso mais conhecido o caso da Torre de Hércules na Corunha (associada agora também a Trajano), em cuja edificação consta o nome de Caio Sévio Lupo, um lusitano de Emínio (Coimbra).

Também em Portugal ocorriam variadas referências a Hércules, como por exemplo a "Torre de Hércules" em Coimbra, referida por Pedro de Mariz:
"Entre as quais povoações não foi (segundo parece) a de menor estima esta nossa Coimbra, onde fabricou aquela torre de cinco cantos, que naquele alto vedes situada, a que ainda hoje chamam de Hércules. E deixou o seu nome, não somente a esses campos, que ao longo do Mondego se estendem, a que os Autores antigos chamam Hercúleos; mas também a toda a mais terra, e à mesma Cidade, que por eles é chamada de Hércules; sinal evidentíssimo de ser por ele fundada; pois, como diz o outro, não é de todo falso, o que em muito tempo é divulgado por muitos, quando por outra mor certeza o contrário não aparece."
A Torre pentagonal de Hércules teria a inscrição em latim:
"Quinaria turris Herculea fundata manu"
e foi demolida num projecto do Marquês de Pombal, com o pretexto de aí construir o Observatório Astronómico da Universidade de Coimbra, algo que só seria executado passado um século (hoje já não restam vestígios, e situa-se aí o edifício do Departamento de Matemática).

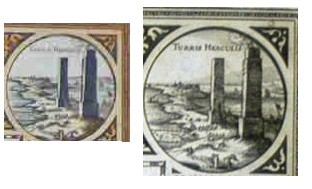
Detalhe de duas versões de um mapa da Península Ibérica de N. J. Visscher (1660), onde se vêem as Torres de Hércules em Cádis.

Outro exemplo, eram as duas Torres de Hércules em Cádis, que desapareceram também nesse período, uma delas após o Sismo de 1755, outra antes. Antes do abalo que atingiu diferentes partes da Europa, apareciam mencionadas em livros e até ilustradas em mapas (por exemplo, num mapa de 1660 de N. J. Visscher). Essa área de Cádis, que pode ser identificada num mapa de 1715 de D. Juan Alvarez de Colmenar, é agora conhecida como "Torregorda".

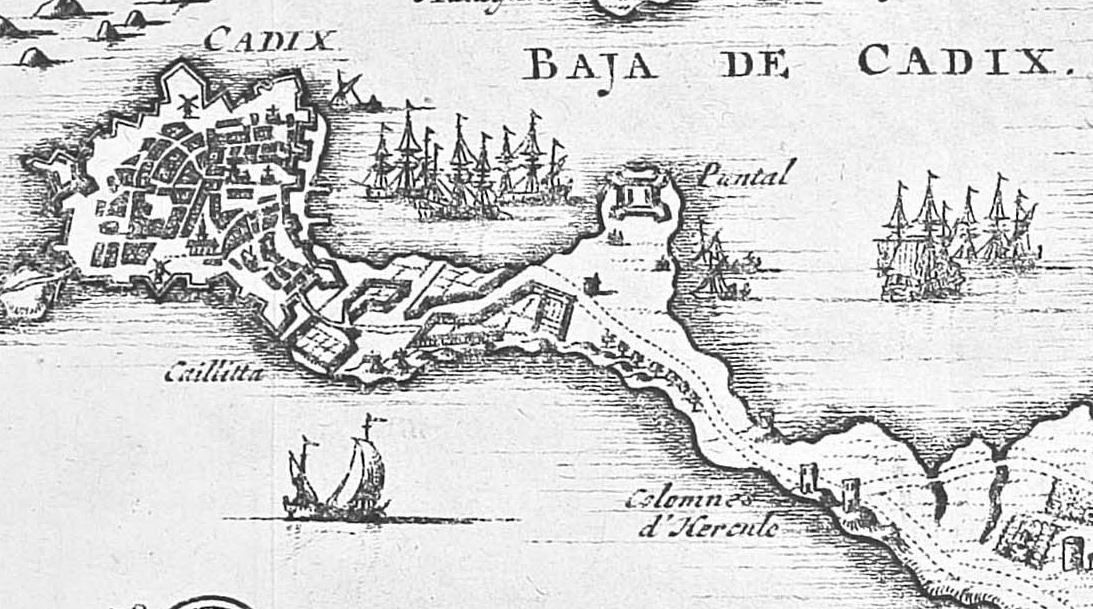
Cádis e arredores (atribuído a Don Juan Álvarez de Colmenar, 1715), onde se vêem ainda as Torres de Hércules, aí chamadas Colunas de Hércules (Colomnes d'Hercule).